# Simon Lucaciu

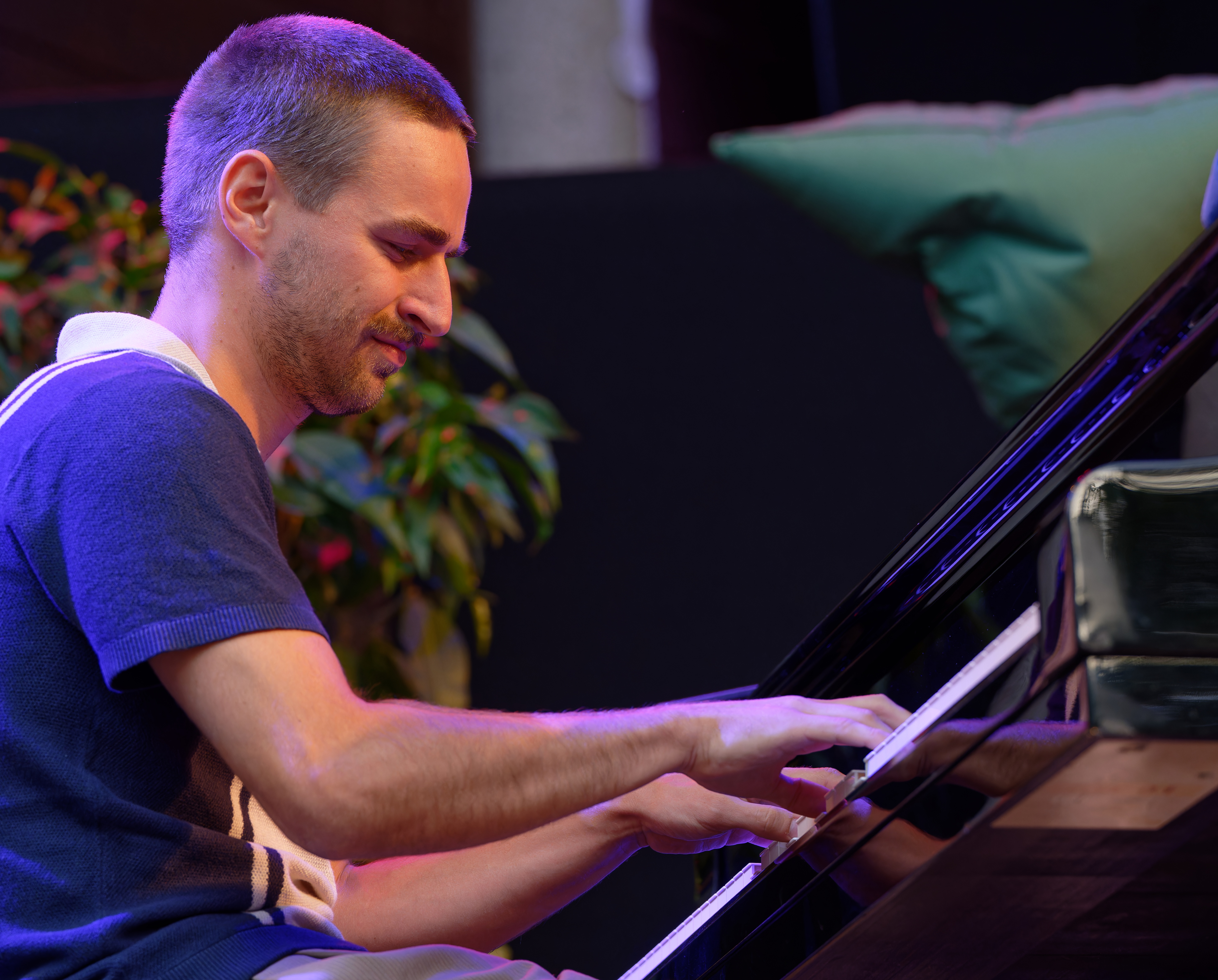
Simon Lucaciu mit Günter Baby Sommer und Lucaciu 3 beim Konzert im Palmengarten Frankfurt am 25. Juli 2024

Simon Lucaciu (* 1998 in Plauen) ist ein deutscher Jazz- und Improvisationsmusiker (Piano, Komposition).

## Leben und Wirken
Lucaciu stammt aus einer Musikerfamilie; während die Eltern als klassische Geiger arbeiten, sind seine älteren Brüder die Jazzmusiker Antonio und Robert Lucaciu. Im Alter von sechs Jahren erhielt er klassischen Klavierunterricht, später auch Unterweisung am Jazzpiano. Mit 14 Jahren gründete er mit dem Bassisten Florian Müller, der dasselbe Gymnasium besuchte, eine erste Band. Gemeinsam mit Schlagzeuger Lukas Heckers entstand 2016 das „Simon Lucaciu Trio“ (zunächst unter dem Namen „Das Runde Dreieck“). Seit 2017 studierte Lucaciu (wie auch seine beiden Mitmusiker) im Jazzstudiengang der Hochschule für Musik und Theater Leipzig. Er war Mitglied des „JugendJazztOrchester“ Sachsens.
Seit dem gemeinsamen Studium spielte das Simon Lucaciu Trio viele Konzerte. Sein Debütalbum Strg + X mit „packender Musik“, entwickelt aus dem „Weiterdenken des klassischen akustischen Klaviertrioformats“, erschien im Januar 2023 beim Schweizer Label ezz-thetics.
Gemeinsam mit seinen Brüdern und dem Schlagzeuger Günter Baby Sommer legte Lucaciu zudem bei Intakt Records das Album Karawane (2022) vor, das die Musiker auch in Konzerten präsentierten. Weiterhin entstand das Album „Self Care“ bestehend aus frei improvisierter Musik von Lucaciu/Gellert/Bergler. Zudem spielte er mit der Band „Aiam1 Alarm“ geleitet von Gellért Szabó und im Duo mit dem Saxophonisten Christoper Kunz, mit dem er 2023 das Album Moments of Surrender (Boomslang Records) veröffentlichte. Zu hören ist er außerdem mit Gellért Szabós Ideal Orchestra (Live at Berghain, 2025).

## Preise und Auszeichnungen
Mit seinem Trio erhielt Lucaciu bei der Bundesbegegnung Jugend jazzt 2017 einen der Hauptpreise, 2022 den Mitteldeutschen Jazzpreis. 2023 errangen Lucaciu und sein Trio den Leipziger Jazznachwuchspreis; das Trio überzeugte die Jury mit seinem unverwechselbaren Bandsound, seinem interaktiven Zusammenspiel, seiner Risikobereitschaft beim Musizieren sowie seinen „originellen Eigenkompositionen, die Komposition und Improvisation stets im Fluss und raffiniert miteinander verbinden.“